# Disastro aereo di Linate
Il disastro aereo di Linate è un incidente aereo avvenuto l'8 ottobre 2001 alle ore 8:10 locali all'aeroporto di Milano-Linate, con un bilancio finale di 118 vittime, dato che lo rende l'incidente aereo con il più alto numero di vittime mai accaduto in Italia; limitatamente alle collisioni in fase di decollo è superato a livello mondiale solo dal disastro di Tenerife del 1977 (che è anche l'incidente con più vittime di tutta la storia dell'aviazione).
L'incidente coinvolse un Cessna Citation CJ2 privato, immatricolato come D-IEVX, che entrò erroneamente nella pista di decollo principale dell'aeroporto milanese e venne investito da un McDonnell Douglas MD-87 di linea della compagnia Scandinavian Airlines, registrato SE-DMA, che stava decollando come regolarmente previsto. L'impatto uccise gli occupanti del Cessna e danneggiò l'MD-87 al punto da impedirgli di completare il decollo e farlo schiantare contro un edificio adibito allo smistamento dei bagagli, situato sul prolungamento della pista. L'impatto e l'incendio successivamente sprigionatosi (anche a causa del ritardo dei soccorsi, entrati in azione dopo diversi minuti, complice la fitta nebbia che aleggiava nello scalo milanese) non lasciarono scampo agli occupanti di entrambi gli aeromobili, né a quattro addetti allo smistamento bagagli al lavoro nel reparto. Un quinto addetto ai bagagli, Pasquale Padovano, seppur gravemente ustionato su gran parte del corpo, si salvò, risultando l'unico sopravvissuto al disastro.
Il disastro si verificò a meno di un mese di distanza dagli attentati dell'11 settembre 2001 di New York e il giorno dopo l'inizio della conseguente guerra in Afghanistan, motivo per cui molti in un primo momento ipotizzarono che si trattasse di un nuovo attentato terroristico. Le indagini successive rivelarono invece che si era trattato di un incidente, causato da deficienze strutturali dell'aeroporto di Linate (segnaletica vecchia e non a norma, radar di terra non operativo e sensori di rilevamento di incursione di pista disattivati) e da una serie di errori umani da parte dei piloti del Cessna e dei controllori del traffico aereo. Considerando anche che a Linate, appena 24 ore prima della tragedia, si era sfiorato un incidente con le stesse circostanze e che all'epoca in media una volta ogni settimana, sempre nello scalo milanese, un aereo entrava nella pista principale in un momento in cui non avrebbe dovuto per cause identiche a quelle sopracitate, l'intero aeroporto di Linate fu fatto successivamente oggetto di una vasta opera di ristrutturazione e adeguamento.
Nel 2021 l'articolo 7-bis del decreto legge nr. 121 ha dichiarato l'8 ottobre giornata nazionale "Per non dimenticare", dedicata alla promozione della sicurezza nel trasporto passeggeri in Italia.

## Introduzione

### I due aeromobili

#### Volo Scandinavian Airlines 686
Nelle prime ore del mattino di lunedì 8 ottobre 2001, nel piazzale nord dell'aeroporto di Milano-Linate stazionava il McDonnell Douglas MD-87 della compagnia aerea svedese Scandinavian Airlines immatricolato SE-DMA e battezzato Lage Viking, pronto a operare il volo Scandinavian Airlines 686, un regolare servizio di linea diretto a Copenaghen. Il velivolo era stato consegnato alla compagnia nel settembre 1991; a bordo si erano imbarcati 104 passeggeri e 4 assistenti di volo, mentre in cabina di pilotaggio sedevano il comandante Joakim Gustafsson, 36 anni, assunto dalla SAS nel 1990 e con oltre 5 800 ore di volo (230 sugli MD-80), e il primo ufficiale Anders Hyllander, assunto nel 1997 e con oltre 4 800 ore di volo (2 000 sugli MD-80).

#### Cessna Citation CJ2 D-IEVX
Alle 6:59 locali, sulla pista 36R di Linate, era atterrato un Cessna Citation CJ2 privato tedesco, immatricolato D-IEVX. La circostanza era di per sé un'anomalia, in quanto sia l'aereo che i suoi piloti non possedevano le qualifiche per atterrare e decollare con meno di 550 m di visibilità ed operavano quindi in violazione delle normative. Ai comandi sedevano il comandante Horst Königsmann (36 anni), con più di 5 000 ore di volo di cui 2 400 sui Citation, e il primo ufficiale Martin Schneider (64 anni), con 12 000 ore di volo di cui 2 000 sui Citation. I passeggeri erano l'imprenditore Luca Fossati, proprietario e presidente dell'industria alimentare italiana Star, e il dirigente della Cessna Aircraft Stefano Romanello.
Una volta atterrati, i due piloti, che probabilmente conoscevano bene l'aeroporto di Linate, ottennero il permesso di effettuare un runway backtaxi e imboccare la via di rullaggio R6 per raggiungere il piazzale ovest, nonostante questa procedura non fosse standard. Una volta portato l'aereo al piazzale 52, l'equipaggio del Cessna iniziò i preparativi per il volo successivo, alla volta dell'aeroporto di Parigi-Le Bourget.

### Condizioni meteorologiche
In quelle ore, l'area dell'aeroporto milanese era avvolta da una fitta nebbia e la visibilità, sulla pista di decollo principale, era ridotta a meno di 200 metri. Le avverse condizioni meteorologiche stavano causando pesanti ritardi a tutti i voli in arrivo e in partenza; in particolare, al volo SK686 della SAS, originariamente previsto in partenza alle ore 7:35, era stato assegnato un CTOT (orario calcolato di decollo) alle 8:16. Il Cessna Citation D-IEVX, invece, che sarebbe dovuto partire alle 7:45, aveva ricevuto come CTOT le 8:19.

## Dinamica dell'incidente
Alle 7:54 il volo SK686 ricevette dal controllore dei movimenti al suolo (Ground - GND - frequenza 121,8 MHz) l'autorizzazione al rullaggio dal piazzale nord fino al punto d'attesa CAT 3, passando per il raccordo R4 (vedasi Figura 3, istante 1 blu).
| [07.54.23] GND:[14] «Scandinavian SixEightSix taxi to the holding position CAT Three, QNH 1013.» [Scandinavian 686 rullate per il punto attesa della Categoria tre, QNH 1013.] |
Alle 7:59 il controllore GND diede istruzioni al volo SK686 di mettersi in comunicazione con il controllore arrivi/partenze (Tower - TWR - frequenza 118,1 MHz) al momento del transito accanto alla stazione dei vigili del fuoco aeroportuali.
| [07.59.41] GND:[14] «Passing the fire station, call Tower 18.1, bye.» [Passando la stazione dei vigili del fuoco, contattate la Torre 18.1, arrivederci.] [07.59.50] SK686: «Scandinavian 686, good bye.» [Scandinavian 686, arrivederci.] |
Alle 8:01 l'MD-87 scandinavo passò accanto alla stazione dei pompieri, quindi il pilota selezionò la nuova frequenza sull'apparato radio e contattò il controllore TWR. Quattro minuti dopo, il Cessna D-IEVX, parcheggiato al piazzale ovest, ricevette dal controllore GND l'istruzione di rullare verso nord, imboccando il raccordo R5, e di aggiornarsi con la torre non appena avesse raggiunto il punto d'attesa posto prima del prolungamento della testata 36R della pista principale.
| [08.05.44] GND:[14] «DeltaVictorXray taxi North, via Romeo 5, QNH 1013, call me back at the stop bar of the main runway extension.» [DeltaVictorXray rullate Nord, via Romeo 5, QNH 1013, richiamatemi al punto di attesa del prolungamento della pista principale.] [08.05.56] D-IEVX: «Roger via Romeo 5 and 1013, and call you back before reaching main runway.» [Roger, via Romeo 5 e 1013, e richiameremo prima di raggiungere la pista principale.] |
In questo frangente il pilota del business jet tedesco non fece una ripetizione del tutto corretta: egli infatti disse che avrebbe richiamato prima di raggiungere "la pista principale" anziché "il prolungamento della pista principale" come gli era stato detto e non confermò che avrebbe rullato verso Nord. L'addetto della torre, tuttavia, non notificò tale errore.
Ripetuta l'istruzione, il pilota del Cessna commise un errore decisivo: quando ebbe raggiunto il bivio tra i raccordi R5 e R6, probabilmente tratto in inganno dalla nebbia e dalla segnaletica inadeguata (i nomi dei raccordi tracciati sul terreno erano logori, sbiaditi e scritti con un carattere non più a norma, tanto che persino in condizioni di visibilità ottimale poteva risultare non immediato distinguere il 5 dal 6), anziché procedere correttamente a sinistra in direzione nord, imboccando il raccordo R5, girò a destra e imboccò il raccordo R6 (nella figura 4).
Una volta superato il bivio, nessuna indicazione segnalava su quale raccordo ci si stesse muovendo: il pilota del piccolo velivolo privato non ebbe quindi modo di accorgersi dell'errore commesso.
Circa trenta secondi dopo, un altro aeromobile privato (un Learjet 60 con matricola LX-PRA, di proprietà della casa di moda italiana Prada) venne autorizzato al rullaggio dal piazzale ovest seguendo lo stesso tragitto del Cessna, ma la comunicazione con la torre avvenne in italiano, pratica consentita ma sconsigliata dalla normativa internazionale; i piloti del D-IEVX, di nazionalità tedesca, non poterono quindi comprenderla, mentre quelli italiani, a causa della visibilità limitata, non diedero peso al fatto di non vedere davanti a loro altri aerei, nonostante la torre gli avesse segnalato che avrebbero dovuto trovarsi dietro al Citation:
| [08.06.23] GND:[14] «Ok RomeoAlfa rullate a Nord Romeo 5, QNH 1013, vi dovrete accodare ad un Citation marche DeltaIndiaEcoVictorXray che sta rullando anche lui sul Romeo 5. Ovviamente non è in vista, e come limiti di autorizzazione avete la stop bar dell'estensione pista principale sul Romeo 5.» [08.06.35] LX-PRA: «Seguiamo il tedesco e lo stop sul Romeo 5.» |

Figura 5: Bivio tra i raccordi R5-R6 come si presentava l'8 ottobre 2001.

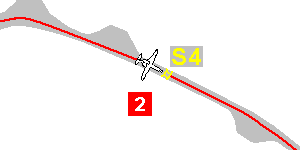
Figura 6: Istante 2. Il Citation raggiunge il punto d'attesa S4.

Figura 7: il punto d'attesa S4.

Alle 8:08 il pilota del Citation, rullando sul raccordo R6, raggiunse un punto d'attesa denominato S4 (figure 6 e 7); tale riferimento non era riportato su alcuna mappa dell'aeroporto e né i piloti né i controllori del traffico aereo erano al corrente della sua esistenza. Il Cessna contattò la torre per segnalare tale posizione al controllore GND:
| [08:08.23] D-IEVX:[15] «DeltaIndiaEchoVictorXray is approaching Sierra 4.» [DeltaIndiaEchoVictorXray si sta avvicinando a Sierra 4.] [08:08.28] GND: «DeltaIndiaEchoVictorXray, confirm your position?» [DeltaIndiaEchoVictorXray, confermate la vostra posizione?] [08:08.32] D-IEVX: «Approaching the runway, Sierra 4.» [In avvicinamento alla pista, Sierra 4.] |
Il controllore GND, perplesso, rispose di mantenere la posizione e il Cessna si arrestò in attesa di istruzioni.
| [08:08.36] GND:[15] «DeltaVictorXray, Roger, maintain the stop bar, I'll call you back.» [DeltaVictorXray, Roger, rimanete al punto di attesa, vi richiamerò.] [08:08.40] D-IEVX: «Roger, hold position.» [Ricevuto, mantengo la posizione.] |
Il controllore GND, come già accennato, non era a conoscenza dell'esistenza di quel punto d'attesa. Si persuase quindi che esso fosse un errore del pilota e che il Citation dovesse necessariamente trovarsi sul raccordo R5 (figura 3, istante 2 verde); gli diede pertanto indicazione di proseguire il rullaggio, convinto che il Cessna stesse correttamente puntando verso il piazzale nord. In tal modo, il D-IEVX proseguì sul raccordo R6 e finì per apprestarsi ad entrare contromano nella pista principale.
| [08:09.19] GND:[15] «DeltaVictorXray continue your taxi on the main apron, follow the Alpha Line.» [DeltaVictorXray continuate il vostro rullaggio sul piazzale principale, seguite la linea Alfa.] [08:09.28] D-IEVX: «Roger, continue the taxi in main apron, Alpha Line the... DeltaVictorXray.» [Roger, continuiamo il rullaggio sul piazzale principale, linea Alfa... DeltaVictorXray.] [08:09.37] GND: «That is correct and please call me back entering the main taxiway.» [È corretto e per favore richiamatemi quando entrate nella via di rullaggio principale.] [08:09.42] D-IEVX: «DeltaIndiaEchoVictorXray I'll call you on the main taxiway.» [DeltaIndiaEchoVictorXray richiameremo sulla via di rullaggio principale.] |
Contemporaneamente, il controllore TWR autorizzò al decollo dalla pista 36R il volo SAS SK686 (figura 3, istante 2 blu).
| [08:09.28] TWR: «Scandinavian 686 Linate clear for take off 36, the wind is calm, report rolling, when airborne squawk ident.» [Scandinavian 686, qui Linate, autorizzato al decollo dalla pista 36, il vento è calmo, avvisate quando avete preso la rincorsa, dopo il decollo inserire ident.] [08:09.40] SK686: «Clear for take off 36 at when airborne squawk ident and we are rolling Scandinavian 686.» [Autorizzati al decollo dalla pista 36, dopo il decollo selezioneremo ident e stiamo iniziando la corsa di decollo, Scandinavian 686.] |

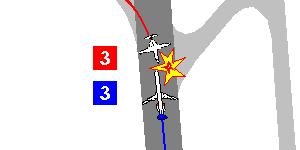
Figura 8: Istante 3. L'impatto.

Figura 9: i resti dell'MD-87 dopo lo schianto.

L'MD-87 pertanto si allineò e cominciò la sua corsa di decollo, proprio mentre il Cessna entrava in pista in direzione opposta, all'altezza del raccordo R6.
Alle 8:10:18 l'MD-87, con il muso già alzato e in procinto di staccarsi dal suolo, si vide apparire davanti il Citation in un momento in cui era ormai impossibile evitare l'impatto in qualsiasi modo e finì per colpirlo ad una velocità di 146 nodi (270,5 km/h), spezzandolo in tre tronconi e uccidendone i quattro occupanti (figura 8).
Nell'urto, l'aereo di linea perse il motore destro e la gamba destra del carrello principale. Il pilota portò le manette al massimo, tentando di alzarsi comunque in volo, riuscendoci solo per pochi secondi e fino una quota massima di 35 piedi (12 metri).
La perdita del motore destro e il calo di potenza di quello sinistro (causata dall'ingestione di una grande quantità di detriti del Cessna) resero infatti impossibile salire ulteriormente: l'MD-87 ridiscese verso il terreno, poggiando sulla gamba sinistra del carrello e sull'estremità alare destra. Il pilota portò dunque le manette al minimo e poi attivò gli inversori di spinta e i freni e provò a governare aerodinamicamente la direzione del velivolo; tale sequenza di manovre, eseguita dal comandante Gustafsson, è stata in seguito giudicata talmente appropriata da essere inserita nei manuali tecnici della compagnia aerea.
Il sistema idraulico era tuttavia danneggiato e le superfici di controllo rispondevano male, quindi l'aereo risultava essere ormai del tutto ingovernabile. Terminata la pista, l'MD-87 continuò la sua corsa strisciando sulla via di fuga in erba e curvando leggermente a destra a causa dell'attrito dell'ala a terra, fino a schiantarsi contro il fabbricato del deposito dei bagagli (figura 3, istante 4 blu), posto sul prolungamento della pista, a una velocità di 139 nodi (257,60 km/h).
L'impatto con l'edificio causò la morte di tutti i 110 occupanti dell'aereo; il successivo incendio sprigionatosi uccise anche 4 dei 5 operatori al lavoro nel deposito dei bagagli e ne ferì altri 4. Il boato delle esplosioni venne avvertito dall'equipaggio di un MD-80 Alitalia parcheggiato al piazzale nord su 15A, in attesa di operare il volo Alitalia 2023 per Roma, che alle 8:12:40 diede l'allarme alla torre di controllo.

## Le cause

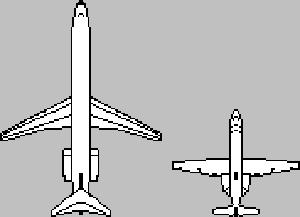
Le dimensioni in scala degli aeromobili coinvolti

All'atto della ricostruzione e dell'analisi degli incidenti aerei viene individuata una cosiddetta "catena degli eventi", cioè l'insieme degli episodi la cui concomitanza in successione ha provocato l'evento, ma che se fossero accaduti singolarmente o comunque non in sequenza non sarebbero stati sufficienti a generare la tragedia. Analizzare la catena degli eventi permette di individuarne e comprenderne le singole concause e aiuta a prevenire il ripetersi dei medesimi errori, modificando la normativa o sensibilizzandone la puntuale applicazione.
L'incidente di Linate è stato esaminato dall'Agenzia nazionale per la sicurezza del volo (ANSV), il cui rapporto finale è stato pubblicato il 20 gennaio 2004. Il rapporto indica come "causa effettiva" dell'incidente l'immissione del Cessna sulla pista in uso, tuttavia sottolinea chiaramente che la colpa non può imputarsi in modo inequivocabile ai piloti del Cessna, in quanto indotti all'errore anche da oggettive e gravi carenze nelle infrastrutture aeroportuali e nelle procedure utilizzate.

### Nebbia
La scarsissima visibilità presente quella mattina ebbe di certo un ruolo cruciale: in condizioni di visibilità buone, una volta che il pilota del Cessna Citation CJ2 avesse imboccato la pista contromano, gli operatori della torre di controllo avrebbero potuto vederlo e fermarlo, ed anche i piloti del Learjet 60 che avrebbe dovuto muoversi dietro al Citation, essendo stati allertati di ciò dai controllori del traffico, avrebbero potuto accorgersi della sua assenza e segnalarla. La visibilità in pista il giorno dell'incidente era tuttavia di 200 metri o anche inferiore (secondo altre fonti dell'ordine dei 100 m), pertanto risultò tra le concause più determinanti della sciagura.

### Segnaletica inadeguata

Fig.10: i caratteri con cui erano contrassegnati i raccordi R5 e R6 erano rovinati e non a norma.

Essendo l'aeroporto di Linate uno degli scali passeggeri più trafficati d'Italia, nel 2001 l'area dedicata al traffico commerciale era dotata di segnalamento e illuminazione conformi alla normativa ICAO. Lo stesso non si poteva dire del piazzale ovest, utilizzato dall'aviazione generale, che risultava molto arretrato quanto a segnaletica e illuminazione. Al bivio tra i raccordi affrontato dal Cessna, le scritte R5 e R6 dipinte sull'asfalto erano parzialmente cancellate ed utilizzavano un carattere non più a norma, risultando poco leggibili persino in condizioni di visibilità ottimale. Oltretutto, superato tale bivio, non vi era nessuna indicazione aggiuntiva per tutta la lunghezza del raccordo R6 che rammentasse al pilota la sua posizione (l'unico modo che il pilota aveva per rendersi conto del proprio errore era osservare la bussola magnetica). Sul raccordo R6, inoltre, era presente il punto d'attesa S4, che non era riportato su alcuna cartina ufficiale ed era del tutto sconosciuto a piloti e controllori di volo: se questi ultimi avessero saputo della sua esistenza e dove era situato, avrebbero potuto comprendere che il Cessna aveva sbagliato percorso.

### Errori e omissioni dell'equipaggio del Cessna
All'equipaggio del D-IEVX sono stati addebitati il maggior numero di errori decisivi, uno su tutti l'aver imboccato il raccordo R6 laddove istruito a dirigersi a nord ed a percorrere il raccordo R5.
L'atterraggio a Linate, avvenuto due ore prima, presentava ulteriori profili di irregolarità, in quanto, come già detto, sia l'equipaggio sia l'aeromobile non erano certificati per effettuare operazioni con una visibilità inferiore a 550 metri. Stando alle procedure vigenti in tali casi, l'aereo avrebbe dovuto essere dirottato su un altro aeroporto e non avrebbe quindi dovuto trovarsi a Linate al momento della partenza del MD-87 SAS. Sempre per la mancanza di abilitazione, l'aereo non sarebbe nemmeno potuto ripartire dallo scalo milanese: anche in questo caso nessuno intervenne al riguardo e i piloti furono liberi di agire al di fuori delle regole. Su quest'ultimo punto, le principali responsabilità sono da addebitare agli enti di regolazione e controllo dell'aviazione dello Stato di appartenenza dell'operatore (in questo caso la Germania), che sono preposti alla verifica delle abilitazioni e all'imposizione del rispetto delle norme locali vigenti: essi infatti avevano mancato di eseguire le necessarie verifiche sulle abilitazioni del personale e dell'aereo. Non furono esenti da colpe nemmeno le autorità italiane, che hanno piena possibilità di eseguire proprie verifiche sugli operatori esteri operanti presso i propri scali. Tali circostanze avevano varie cause scatenanti "di base":
- Innanzitutto, al tempo non era chiara l'attribuzione del potere di vigilanza e sanzionatorio, che l'art. 16 del Decreto legislativo 30 dicembre 1999, n. 507 attribuiva simultaneamente a Ministero dei trasporti, ENAC ed enti locali. Tale frammentazione di competenze è stata risolta solo a seguito della riforma del codice della navigazione avvenuta nel 2005, per cui l’ENAC è stata individuata quale autorità unica in materia di vigilanza aeroportuale, assumendo un ruolo di primo piano per quanto riguarda l’accertamento delle violazioni alla normativa aeronautica.
- Non erano nemmeno state definite con esattezza le figure di collaboratore e funzionario ispettore aeroportuale, evidenziate nella circolare ENAC APT 20 del 2006[22], ma istituite con maggiore dettaglio con due distinte determinazioni del direttore generale dell'ENAC nel 2019[23][24].
- Non era stato ancora attuato un sistema di controllo programmato degli aeromobili stranieri, entrato in funzione solo a seguito della pubblicazione della direttiva CE 2004/36 (ribattezzata direttiva SAFA e recepita con il decreto legislativo 192/2007) e della creazione della cosiddetta lista nera comunitaria (regolamento CE 2111/2005 e regolamenti ad esso collegati), di fondamentale importanza per la valutazione della sicurezza degli operatori che ricadono sotto la sorveglianza di autorità dei Paesi terzi.

### Radar di terra e sensori di incursione di pista non operativi
L'aeroporto di Linate era stato equipaggiato con un sistema radar ASMI (Aerodrome Surveillance Monitoring Indicator) fino al 29 novembre 1999, data in cui venne disattivato perché non poteva essere mantenuto in efficienza a causa dell'indisponibilità di pezzi di ricambio: si era infatti stati costretti a smontare il motore dell’antenna senza poterlo sostituire. L'8 ottobre 2001 era già stato acquistato un nuovo sistema di tipo SMGCS (Surface Movement Guidance and Control System), comprensivo di radar di terra SMR (Surface Movement Radar), Tracking (tracciamento) e Labelling (etichettatura con identificativo dell'oggetto mobile), denominato NOVA 9000 SMGCS; i lavori di installazione e attivazione, tuttavia, erano fermi perché il Servizio Navigazione Aerea della Direzione Generale dell’Aviazione Civile (DGAC, oggi ENAC), interpellato per un parere operativo sulla localizzazione del traliccio dell’antenna, esprimeva un parere negativo senza appello sull’intero progetto.
Il progetto prevedeva infatti l'installazione di un traliccio dell'antenna tra le 2 piste dell'aeroporto di Linate, quella secondaria, destinata all'aviazione generale, e quella principale; tale soluzione non solo interferiva con le superfici ostacoli di protezione del volo, ma si trovava all'interno delle aree di sicurezza laterali destinate ad accogliere un eventuale aereo in svio. Le motivazioni del provvedimento di diniego riguardavano "il notevole impatto psicologico negativo per i piloti derivante dalla presenza di un ulteriore ostacolo di notevoli dimensioni (il traliccio dell'antenna) durante le operazioni con scarsa visibilità e non". Nel provvedimento, inoltre, veniva evidenziato che l'installazione del nuovo radar avrebbe apportato "vantaggi minimi quasi completamente sostituibili con l’installazione di 2 stop bars... nonché... il fatto che fino ad oggi (17/05/1995 - n.d.r.) non siano stati riscontrati inconvenienti particolari in quanto il sistema di Linate, per la movimentazione a terra degli aeromobili, è molto lineare". Le stop bars (barre di arresto) citate sono costituite da una fila di luci di colore rosso, incassate nella pavimentazione e posizionate prima degli ingressi in pista, sostanzialmente equivalenti ad un semaforo.
Anche i sensori di incursione di pista, atti a rilevare la presenza non autorizzata di aerei nelle zone di ingresso alla pista di volo ed a segnalarlo in torre di controllo con l'attivazione di un allarme acustico e luminoso, erano stati disattivati da tempo, in quanto in passato si erano dimostrati inaffidabili, generando frequenti falsi allarmi, molto probabilmente causati dalla notevole presenza di lepri all'interno dell'area di movimento, tanto che negli anni successivi si fu costretti a chiudere l'aeroporto per attivare vere e proprie battute di caccia. Il 19 dicembre 2001 il nuovo radar di terra entrò in funzione, rivelandosi un ausilio di sicurezza essenziale per i controllori di Linate.

### Errori del controllore del traffico aereo
Il controllore al lavoro sulla frequenza GND stava sopportando un carico di lavoro considerevole (successivamente definito "gravoso") ed era costretto, data la visibilità quasi assente e l'indisponibilità di un radar di terra, a basarsi sui riporti di posizione effettuati dai piloti per determinare la posizione degli aeromobili al suolo, non avendo quindi modo di accorgersi per conto proprio dell'errore del D-IEVX, che aveva imboccato il raccordo R6 e si dirigeva contromano verso la pista principale.
La comunicazione effettuata dal pilota del Cessna riguardante l'attraversamento del punto S4, non riportato sulle mappe aeroportuali ufficiali e non conosciuto dagli operatori aeroportuali (si ritenne fosse una vecchia segnaletica orizzontale rimasta a seguito di lavori condotti in tempi remoti), era giunta in cuffia del controllore a un volume molto attenuato; durante il processo di 2º grado si scoprì che l'apparato di registrazione radiofonica "RACAL" aveva un sistema di controllo automatico del guadagno che consentiva di innalzare la qualità ed il livello del segnale registrato, ma non di quello inviato in cuffia. Gli investigatori che hanno riascoltato successivamente le registrazioni hanno potuto quindi godere di una qualità audio superiore rispetto a quella disponibile al controllore in servizio.
Il controllore, dal canto suo, non rilevò alcun elemento di rischio nell'anomalia del riporto del punto S4 effettuato dal pilota del Cessna e lo istruì a proseguire il rullaggio, nella certezza che l'aeromobile si stesse muovendo lungo il raccordo R5.
Nei giudizi che seguirono fu accolta la tesi difensiva, che sosteneva che il rumore ambientale in torre di controllo, dovuto all'alto numero di conversazioni in atto, la bassa qualità del segnale audio e la totale ignoranza dell'esistenza del punto S4 in questione avessero interferito in maniera determinante nel processo mentale seguito dal controllore stesso; si sottolineò anche che, in condizioni di bassa visibilità come quelle dell'8 ottobre 2001, le procedure da seguire qualora si sospetti di aver perso la posizione di un velivolo impongono di fermare tutte le operazioni nello scalo e inviare il personale di terra a verificare, e che, pertanto, il timore di perdere tempo e complicare gravemente l'operatività dell'aeroporto (già difficoltosa a causa della nebbia), con il rischio poi che si trattasse di un falso allarme, abbia ulteriormente condizionato il giudizio del controllore. Dal canto loro, le azioni e le comunicazioni radio dei piloti del Cessna non lasciavano trasparire alcun dubbio riguardo la propria posizione sulle vie di rullaggio.

### Slot agli aeromobili
Il volo SK686 era previsto per le ore 07:35 ma, a causa delle cattive condizioni atmosferiche e delle restrizioni imposte dall'Air Traffic Flow Management (ATFM), ricevette uno slot alle 08:16. Il volo D-IEVX era previsto per le ore 07:45, ma l'ATFM gli assegnò uno slot alle 08:19. In condizioni normali, quindi, i due velivoli sarebbero stati divisi da 10 minuti di tempo, mentre le restrizioni ridussero questo lasso di tempo a soli tre minuti, "avvicinando" i due aeromobili.

### Soccorsi non tempestivi
Gli standard internazionali riguardanti gli incidenti aerei (ICAO, Annesso 14), come ricordato nel report finale dell'ANSV sull'incidente, impongono l'arrivo dei primi soccorsi entro 3 minuti dall'evento (raccomandazione 2 minuti, dall'Annesso 14 cap 9.2.26, 9.2.27) e di tutti i mezzi antincendio previsti dalla norma entro 4 minuti (raccomandazione entro 3, Icao Doc 9137 cap 2.7.3), ma solo in condizioni di visibilità ottimale. Quella mattina a Linate i soccorsi impiegarono dagli 8 agli 11 minuti (vi è discordanza tra le fonti) a raggiungere l'MD87 e ben 26 minuti a rinvenire i resti del Cessna.
Il grave ritardo, per quanto condizionato dalla scarsa visibilità, è aggravato ulteriormente dal fatto che proprio a Linate, tempo prima, era avvenuta la presentazione di un sistema di navigazione GPS da installare sui mezzi di soccorso dell'aeroporto.
Ad ogni modo si stabilì che il ritardo non ebbe alcun ruolo chiave nell'evento in sé e non influì sul numero delle vittime: anche se le autopsie sugli occupanti del Cessna evidenziarono la presenza di gas combusti nei polmoni dei piloti, le relazioni tecniche esclusero la possibilità di trarre in salvo anche solo parte delle vittime, nemmeno con un intervento tempestivo dei soccorsi.

### La cosiddetta "prassi comune"
Un articolo dell'11 aprile 2008 del giornalista Carlo Bonini, inviato del quotidiano la Repubblica, sostenne, sulla base degli atti delle indagini tecniche e giudiziarie, che, la mattina dell'8 ottobre 2001, il Cessna tedesco rullò consapevolmente sul raccordo aeroportuale che sapeva essere vietato per l'immissione alla pista di decollo; che non vi fu dunque nessun errore, ma una violazione deliberata delle regole del traffico a terra che era "prassi comune" per i voli in partenza dallo scalo VIP; che a convincere il Cessna a quella manovra fu verosimilmente la circostanza che a percorrere il raccordo "sbagliato", pochi minuti prima, era stato un altro personal jet, un Gulfstream IV della flotta Mediaset. I movimenti e le conversazioni terra-bordo-terra del Gulfstream Mediaset non furono oggetto di alcun approfondimento delle indagini condotte dall'Agenzia per la Sicurezza al Volo (ANSV), sottolineata da Bonini come «organo della presidenza del consiglio dei ministri».
In merito, l'ANSV replicò che nell'inchiesta tecnica erano accreditate, come previsto dalla normativa internazionale in materia, le autorità investigative e i relativi consulenti di 5 Stati (Danimarca, Germania, Norvegia, Stati Uniti e Svezia) a vario titolo coinvolti nell'evento, i quali parteciparono a tutte le fasi dell'inchiesta e ne condivisero i risultati finali, compresa la ricostruzione della dinamica dell'incidente e le cause individuate. L'Agenzia dichiarò inoltre di non essere un Organo della Presidenza del Consiglio dei Ministri ma un'autorità ad ampia autonomia, dipendente dalla Presidenza del Consiglio dei Ministri sotto il profilo economico ma non tecnico.

## Il processo
Il 20 novembre 2002 ebbe luogo la prima udienza preliminare del processo penale per l'attribuzione delle responsabilità nell'ambito dell'incidente di Linate.
Il 13 marzo 2003, nel corso dell'ottava e ultima udienza preliminare, furono rinviati a giudizio, con l'accusa di concorso in disastro colposo e concorso in omicidio colposo plurimo, i seguenti imputati:
- Sandro Gualano - amministratore delegato dell'ENAV
- Fabio Marzocca - direttore generale dell'ENAV
- Santino Ciarniello - responsabile dei servizi del traffico aereo (ENAV)
- Sandro Gasparrini - responsabile delle operazioni di terminale di ENAV
- Nazareno Patrizi - responsabile gestione regionale Lombardia (ENAV)
- Raffaele Perrone - responsabile del Centro Assistenza Volo (ENAV)
- Paolo Zacchetti - controllore del traffico aereo (ENAV)
- Francesco Federico - responsabile circoscrizione territoriale (ENAC).
- Vincenzo Fusco - direttore dell'aeroporto di Linate (ENAC)
- Antonio Cavanna - responsabile dell'Unità Organizzativa Sviluppo e Manutenzione Risorse Aeroportuali di SEA
- Giovanni Lorenzo Grecchi - responsabile del settore gestione Risorse Aeroportuali di Linate (SEA)

### Il processo di I grado
Fin dalla prima udienza, il 4 giugno 2003, il processo fu spezzato in 2 tronconi: uno secondo l'iter ordinario e l'altro secondo la procedura del rito abbreviato.
Il 16 aprile 2004 fu pronunciata la sentenza di primo grado del processo ordinario, il 14 marzo 2005 quella di rito abbreviato; tali sentenze diedero i seguenti esiti:
Pene detentive:
- Sandro Gualano: 6 anni e 6 mesi
- Fabio Marzocca: 4 anni e 4 mesi
- Santino Ciarniello: 3 anni e 4 mesi
- Sandro Gasparrini: assolto
- Nazareno Patrizi: 3 anni e 10 mesi
- Raffaele Perrone: 3 anni e 10 mesi
- Paolo Zacchetti: 8 anni
- Francesco Federico: 6 anni e 6 mesi
- Vincenzo Fusco: 8 anni
- Antonio Cavanna: assolto
- Giovanni Lorenzo Grecchi: assolto

Nella sentenza del processo ordinario (imputati Sandro Gualano, Francesco Federico, Paolo Zacchetti, Vincenzo Fusco):
- per tutti gli imputati, interdizione in perpetuo dai pubblici uffici e interdizione legale durante l'esecuzione della pena detentiva
- per tutti gli imputati in solido, insieme con ENAV ed ENAC, risarcimento dei danni e rifusione delle spese legali

Nella sentenza del processo di rito abbreviato (imputati Fabio Marzocca, Raffaele Perrone, Nazareno Patrizi e Santino Ciarniello):
- per tutti gli imputati, interdizione dai pubblici uffici nonché dagli uffici direttivi delle persone giuridiche per una durata pari a quella delle pene detentive
- per tutti gli imputati in solido, rifusione delle spese legali

### Il processo di II grado e Cassazione
Il processo di appello ebbe il suo epilogo il 7 luglio 2006, quando fu pronunciato il dispositivo della sentenza per le seguenti condanne detentive:
- Sandro Gualano: 6 anni e 6 mesi
- Fabio Marzocca: 4 anni e 4 mesi
- Santino Ciarniello: 2 anni e 8 mesi (patteggiati)
- Sandro Gasparrini: assolto
- Nazareno Patrizi: 3 anni (patteggiati)
- Raffaele Perrone: 3 anni (patteggiati)
- Paolo Zacchetti: 3 anni
- Francesco Federico: assolto
- Vincenzo Fusco: assolto
- Antonio Cavanna: 3 anni
- Giovanni Lorenzo Grecchi: 3 anni

L'indulto approvato definitivamente dal Parlamento il 29 luglio 2006 ridusse di 3 anni tutte le pene detentive.
La Procura di Milano presentò ricorso avverso alla sentenza. La Corte Suprema di Cassazione, il 20 febbraio 2008 emise la sentenza definitiva, respingendo tutti i ricorsi e confermando totalmente la sentenza della Corte d'Appello di Milano.

## Cambiamenti
Dopo la tragedia, nuovi regolamenti, infrastrutture e procedure sono stati varati, sia a Linate sia nel resto d'Italia, per aumentare la sicurezza degli aeroporti in caso di nebbia.

### Segnaletica orizzontale
A Linate fu messa completamente a norma la segnaletica orizzontale: il raccordo R5 (Romeo 5) fu rinominato raccordo N (November), dato che si sviluppa verso nord (North); il raccordo R6 (Romeo 6) venne ribattezzato K (Kilo). Il punto d'attesa S4 fu cancellato in quanto completamente inutile e su tutto il raccordo furono dipinti, a intervalli regolari, dei segnali di NO ENTRY ("vietato entrare").
Allo stesso modo, anche altri aeroporti italiani afflitti dal problema della nebbia (come Milano-Malpensa, Bergamo-Orio al Serio e Torino-Caselle) sono stati oggetto di importanti migliorie nella gestione dei movimenti al suolo con bassa visibilità.

### Radar di terra
Il 19 dicembre 2001, a soli due mesi dal disastro, tutti gli impedimenti che avevano ritardato l'utilizzo del radar di terra vennero definitivamente superati e la torre di controllo poté avvalersi di tale strumento. Un radar di terra venne in seguito installato anche negli aeroporti di Torino e Bergamo, attività già da tempo pianificata.

### Nuove procedure in bassa visibilità
A seguito del disastro vennero colmate anche molte lacune normative nell'ambito dell'Aviazione Civile: in data 30 giugno 2003, l'Ente Nazionale per l'Aviazione Civile produsse un regolamento denominato Operazioni ogni tempo nello spazio aereo nazionale; tale regolamento venne recepito dall'ENAV e tradotto il 25 novembre 2004 in un documento intitolato Disposizioni operative permanenti per le procedure in bassa visibilità.
Tali disposizioni costituiscono in Italia il codice di riferimento per piloti e controllori del traffico aereo ogni qual volta si verifichi una "visibilità generale inferiore a 800 metri o portata visiva di pista (Runway Visual Range – RVR) inferiore a 550 metri".

### Corso LVP in ENAV
Il 5 gennaio 2005 ENAV varò il primo Corso LVP (Low Visibility Procedures - Procedure in bassa visibilità) per i propri controllori di volo. Le regole LVP comprendono una serie di definizioni e prescrizioni per i controllori che effettuano "operazioni ogni tempo nello spazio aereo nazionale".

## Comitato "8 ottobre per non dimenticare"

Il logo del comitato 8 ottobre.

Il 17 novembre 2001 venne costituito ufficialmente a Milano il "Comitato 8 ottobre per non dimenticare", associazione (e successivamente anche fondazione) che unisce tutti i familiari delle persone che quel giorno persero la vita. Il comitato, voce ed espressione di tutte le famiglie, organizza, coordina e patrocina numerose attività "per non dimenticare" quanto accaduto quel giorno e per sensibilizzare l'opinione pubblica sul tema della sicurezza aerea, attraverso convegni e pubblicazioni. Per opera del Comitato (e di molti comuni che hanno avuto vittime tra i loro cittadini), il 18 dicembre 2006 al Piccolo Teatro di Milano esordì lo spettacolo Linate 8 ottobre 2001: la strage dell'attore Giulio Cavalli. Grazie anche all'opera del Comitato, numerosi Comuni italiani intitolarono alla memoria delle vittime una piazza o un viale.
Il 23 febbraio 2002 anche in Scandinavia si costituì un Comitato "per non dimenticare", che unisce i familiari delle vittime scandinave che viaggiavano sul volo SK686: il nome dell'associazione è Skandinavisk förening för SK686, 8 oktober 2001. Domenica 1º settembre 2002 lo stadio milanese di San Siro ospitò un derby amichevole, con la metà dell'incasso devoluto all'associazione.
Il disastro colpì molto gravemente anche la comunità svedese di go-kart in quanto sull'aereo c'erano alcuni dei suoi più promettenti piloti, di ritorno da un evento a Lonato. Dopo il disastro, il club nazionale degli sport automobilistici diede l'avvio a iniziative per la raccolta di fondi insieme con alcuni dei parenti delle vittime. La fondazione costituita concede assegni annuali ai giovani più promettenti del go-kart svedese.

## Bosco dei faggi

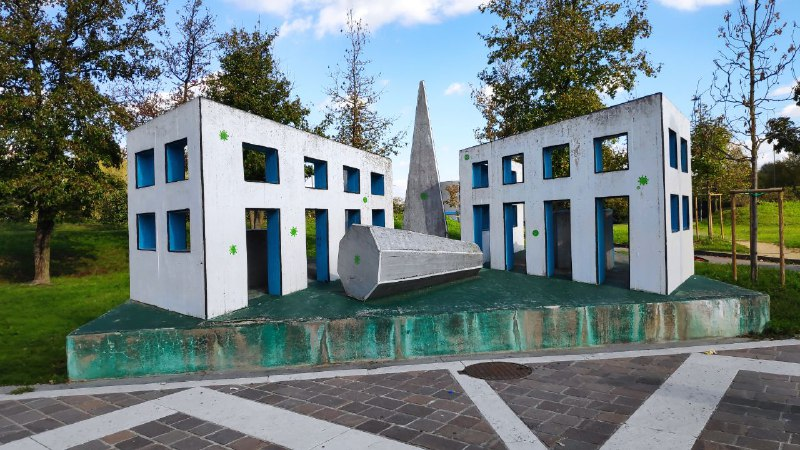
Monumento ai caduti di Linate in via 8 Ottobre 2001

Il 24 marzo 2002 venne inaugurato, all'interno del Parco Forlanini prospiciente l'aeroporto, il Bosco dei faggi, composto di 118 piccoli faggi di diverse varietà, a ricordare il numero delle vittime dell'incidente, inizialmente un albero per ogni vittima; il faggio è stato scelto appositamente in quanto, trattandosi di un albero non adatto a crescere al livello del mare, alcuni esemplari inevitabilmente mancheranno negli anni, a rappresentare la caducità della vita.
Il giorno del primo anniversario della sciagura, in presenza dell'allora sindaco di Milano Gabriele Albertini, venne posata al centro del bosco l'opera intitolata Dolore Infinito, una scultura realizzata dall'artista svedese Christer Bording e donata dalla Sas ai familiari delle vittime. Dolore Infinito, alta 230 centimetri, è composta da tre blocchi di granito di diverso colore posati su un basamento di pietra chiara e appoggiati l'uno all'altro al loro vertice superiore. I blocchi di granito di color marrone, rosso e nero sono stati estratti dalle cave della Svezia meridionale. La scultura si presenta con il lato interno di ciascuno dei tre blocchi perfettamente levigato e lucido, e con gli altri tre lati lasciati al grezzo. Sul lato lucido interno, ciascun blocco presenta una superficie concava.
La scultura nasce da un'antica tradizione scandinava che risale ad almeno il 500 a.C.: è a questo periodo infatti che risalgono le Bautastenar ("pietre di bauta"), monoliti che venivano eretti per consentire alle generazioni successive di ricordare luoghi di grande significato, in commemorazione di avvenimenti di grande importanza o per onorare i defunti. Erette in numero variabile e in posizione verticale, le Bautastenar non riportano iscrizioni.
Dolore Infinito è stata la prima Bautastenar realizzata dell'artista Christer Bording, nonché la prima in assoluto a essere esposta in un luogo pubblico in un Paese non scandinavo. Intorno alla scultura, disposti come a ricordare le file di sedili di un aereo, vi sono listelli di pietra incisa che riportano i nomi delle 118 vittime.

## Le vittime
- Agnetta Girolamo
- Agosti Simone
- Alcamo Leonardo
- Andersen Hans Peter
- Andersen Lise Lotte
- Andersson Håkan
- Baran Parian
- Bertacchini Giuseppe
- Bettoni Gian Bortolo
- Blasi Romano
- Cairo Renato
- Caironi Cristina
- Calgaro Tino
- Cameroni Natale
- Campanini Andrea
- Candiani Luca
- Cantù Marco
- Caputo Gianpiero
- Carlin Sandro
- Casadei Caterina
- Conte Andrea
- Cotta Ramusino Alberto
- Danielsen Eiler
- De Vivo Luigi
- Dosmo Renato
- Durante Simone
- Eriksson Gunilla
- Eriksson Pär
- Essebro Robert
- Falch Heidi
- Felthaus Arly
- Felthaus Inger Marie
- Fogliani Laura
- Fontana Michele
- Forsman Christer
- Forsman Robin
- Fossati Luca (passeggero Cessna)
- Frigerio Franco
- Fristedt Gunilla
- Gambetta Mauro
- Garde Mette Friboe
- Gatti Roberto
- Gaucan Gabriela
- Ghiglino Luigi
- Gioacchini Riccardo
- Giumelli Valentina
- Grynfeld Helena
- Gustafsson Joakim
- Heggelund Espen
- Honkaranta Tarmo
- Hyllander Anders
- Iversen Asger Lund
- Iversen Thyge Lund
- Iversen Ulla Helga
- Jakobsson Olaf
- Jäsperi Arja
- Jörback Håkan
- Karjaluoto Alexander
- Karjaluoto Jan
- Karlsson Bert Arne
- Karlsson Daniel
- King Jessica
- Königsmann Horst
- Kristensen Pia
- Kristensen Poul Lund
- Kruger Eric
- Kruger Michael
- Laffranchi Andrea
- Schytt Larsen Steen
- Larsson Kurt Åke
- Lassen Finn
- Lassen Mads
- Lazzarini Attilio
- Lindgren Tobias
- Mangiagalli Fabio
- Martello Matteo
- Mastromauro Roberto
- Mattsson Anitta
- Mecklin Anu
- Micallef Natalie
- Mogensen Lars
- Moroni Marco
- Moscatello Francesco
- Motta Luigi
- Mussida Luigi
- Nielsen Jens
- Olesen Marianne
- Olsen Anja Schlichter
- Oppizzi Alberto
- Penttinen Janne Samuli
- Pesapane Maurizio
- Petterson Ola
- Pettinaroli Lorenzo
- Picciriello Agostino
- Piemonti Orazio
- Polastri Luca
- Poli Riccardo
- Prandi Massimo
- Predaroli Filippo
- Proserpio Alberto
- Romanello Stefano (passeggero Cessna)
- Romanini Primo
- Rossello Osvaldo
- Rossi Mario
- Rota Clara
- Rota Giovanni
- Rota Michele
- Salati Peppino
- Sanna Antonella
- Savio Giancarlo
- Scaburri Angelo
- Schneider Martin
- Strömme Jan Marc
- Tavecchia Barbara
- Vanelli Viviana
- Venturini Carlo
- Vergani Mauro
- Vindahl Lund Vibeke
- Zanoli Simone

Nell'incidente sono morti cittadini di dieci differenti nazionalità. La maggioranza è italiana.
| Nazionalità               | SAS 686    | SAS 686    | Cessna     | Cessna     | Terra | Totale |
| Nazionalità               | Passeggeri | Equipaggio | Passeggeri | Equipaggio | Terra | Totale |
| ------------------------- | ---------- | ---------- | ---------- | ---------- | ----- | ------ |
| Danimarca                 | 15         | 2          | -          | -          | -     | 17     |
| Finlandia                 | 6          | 1          | -          | -          | -     | 7      |
| Germania                  | -          | -          | -          | 2          | -     | 2      |
| Italia                    | 58         | -          | 2          | -          | 4     | 64     |
| Norvegia                  | 3          | -          | -          | -          | -     | 3      |
| Romania                   | 1          | -          | -          | -          | -     | 1      |
| Iran                      | 1          | -          | -          | -          | -     | 1      |
| Sudafrica                 | 1          | -          | -          | -          | -     | 1      |
| Svezia                    | 17         | 3          | -          | -          | -     | 20     |
| Regno Unito               | 1          | -          | -          | -          | -     | 1      |
| Regno Unito / Stati Uniti | 1          | -          | -          | -          | -     | 1      |
| Totale                    | 104        | 6          | 2          | 2          | 4     | 118    |

## Il disastro aereo di Linate nei media
Il disastro aereo di Linate è stato analizzato nella puntata Linate. Una tragedia italiana della undicesima stagione del documentario Indagini ad alta quota, trasmesso da National Geographic.